# Hochwasser-Medaille 2013 des Landes Niedersachsen

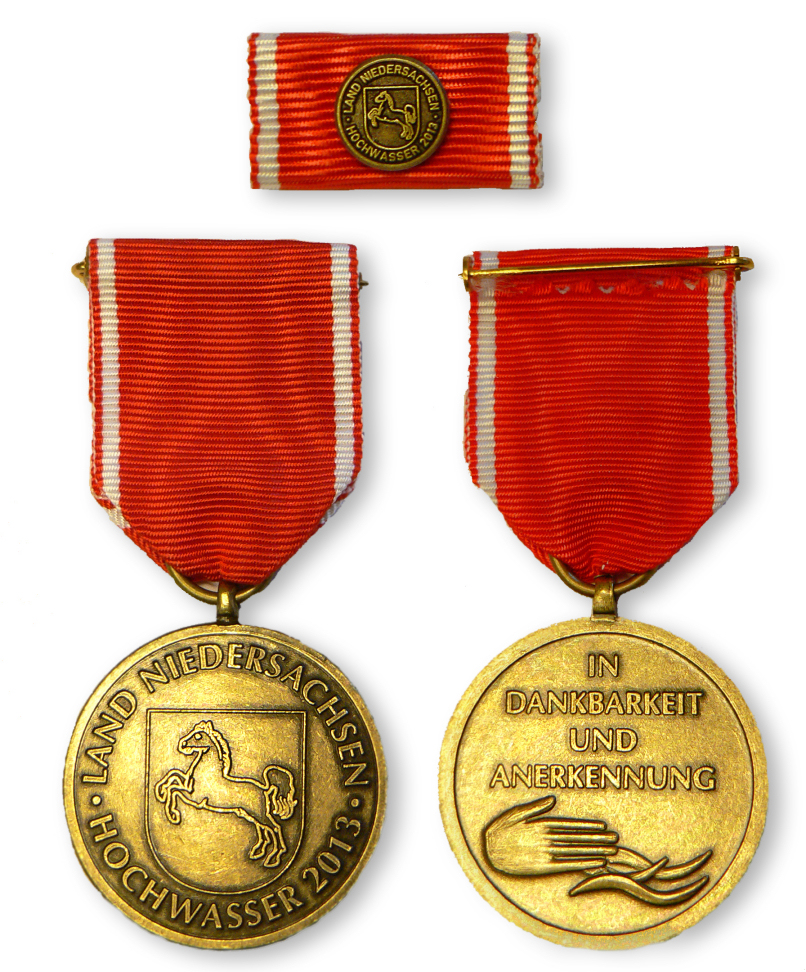
Hochwasser-Medaille 2013 des Landes Niedersachsen

Die Hochwasser-Medaille 2013 des Landes Niedersachsen wurde im Juli 2013 von der Niedersächsischen Landesregierung als Anerkennung für die Hilfeleistung zahlreicher Einsatzkräfte und freiwilliger Helfer bei der Hochwasserkatastrophe 2013 als staatliche Auszeichnung für das Bundesland Niedersachsen gestiftet. Damit wurden engagierte Hochwasserfluthelfer, die Anfang Juni 2013 in Niedersachsen Hilfe geleistet haben, ausgezeichnet.

## Anlass
Ab dem 25. Mai 2013 kam es in Niedersachsen zu heftigen Niederschlägen mit bis zu 90 Liter pro Quadratmeter, die mehrere Tage andauerten und ein regionales Hochwasser verursachten. Betroffen waren zunächst die Flusseinzugsgebiete von Aller, Leine, Oker und Weser im südlichen Niedersachsen. Dort führten die anschwellenden Pegelstände der Flüsse zu Hochwasserereignissen mit vielen örtlichen Einsätzen. Anfang Juni 2013 wurde entlang der Elbe der Katastrophenfall festgestellt, so am 4. Juni 2013 im Landkreis Lüchow-Dannenberg und am 5. Juni 2013 im Landkreis Lüneburg. Während der Hochwasserlage waren in den Landkreisen Lüneburg und Lüchow-Dannenberg sowie in anderen Bereichen Niedersachsens etwa 20.000 haupt- und ehrenamtliche Einsatzkräfte sowie freiwillige Helfer tätig.

## Aushändigung
Mit der Medaille wurden am 14. Oktober 2013 in Hitzacker rund 700 Helfer durch den niedersächsischen Ministerpräsidenten Stephan Weil und den niedersächsischen Innenminister Boris Pistorius ausgezeichnet. Anwesend waren Vertreter der Polizei Niedersachsen, der Bundespolizei, der Bundeswehr, der Kreisfeuerwehrbereitschaften, des Technischen Hilfswerks, des Deutschen Roten Kreuzes, der Johanniter-Unfall-Hilfe, des Malteser Hilfsdienstes sowie des Arbeiter-Samariter-Bundes. Am 19. November 2013 wurden in der Feuerwehrtechnischen Zentrale in Groß Düngen ebenfalls Helfer für ihren Einsatz im Landkreis Hildesheim geehrt. Am 20. Dezember 2013 erfolgte in der Feuerwehrtechnischen Zentrale in Schiffdorf eine Ehrung von Einsatzkräften der Feuerwehr aus dem Nord- und Südkreis Cuxhaven, die an der Elbe im Bereich Gorleben Hilfe leisteten. Weitere Aushändigungen an Fluthelfer fanden bei Veranstaltungen bis Ende 2013 statt.